# EPA-Traktor

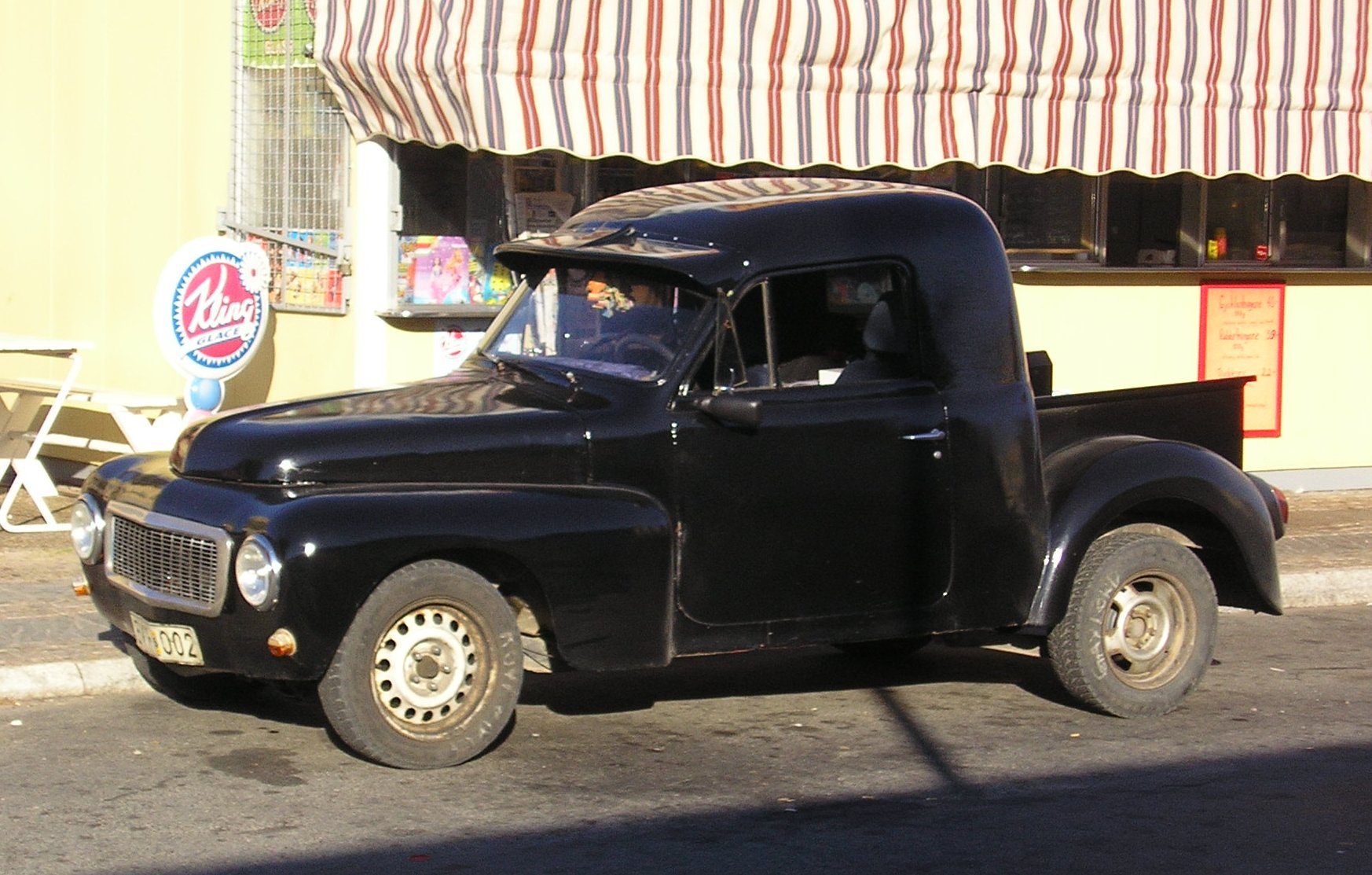
EPA-Traktor basierend auf einem Volvo Duett (Volvo PV445)

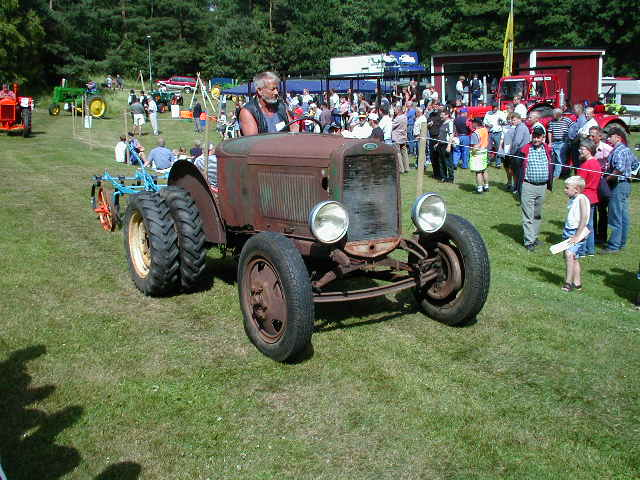
Ein ehemaliger Ford Modell A, der in einen EPA-Traktor umgebaut wurde

Ein EPA-Traktor war ursprünglich eine aus einem umgebauten Serienfahrzeug oder Fahrzeugresten selbst konstruierte landwirtschaftliche Zugmaschine in Schweden. Später wurden EPA-Traktoren vor allem von den Jugendlichen in ländlichen Gebieten umgebaut und verwendet, da sie – auf eine bauartbedingte Höchstgeschwindigkeit von 30 km/h begrenzt – ab einem Alter von 15 Jahren und mit einem Mopedführerschein gelenkt werden durften. Die EPA-Traktoren wurden 1975 von den sogenannten A-Traktoren abgelöst und erfreuen sich weiterhin großer Beliebtheit bei den Jugendlichen in Schweden.

## Name
Der Name EPA-Traktor leitet sich von der in den 1950er und 1960er Jahren in Schweden sehr bekannten Billigmarktkette (Warenhaus) EPA (Enhetsprisaktiebolaget, auch: Enhetspris AB) ab. Damit wurde zum Ausdruck gebracht, dass es kostengünstig hergestellte Fahrzeuge einfacher Bauart und Qualität sind. Der Zusatz Traktor wird in Schweden ähnlich wie im deutschen Sprachraum für landwirtschaftliche Nutz- und Zugmaschinen gebraucht. EPA-Traktor bedeutet Billigtraktor.

## Geschichte
Mit dem Bau und Einsatz von EPA-Traktoren wurde Ende der 1920er Jahre begonnen und in den 1930er Jahren waren sie in Schweden öfter anzutreffen. Am 31. Mai 1940 wurde ein eigenes Gesetz (1940:440) für den Umbau und die Verwendung dieser EPA-Traktoren erlassen und am 1. Juli 1952 eine Zulassungspflicht für EPA-Traktoren eingeführt. 
Durch die wirtschaftliche Änderung der Rahmenbedingungen in Schweden nach dem Zweiten Weltkrieg und den nun kostengünstigeren Einsatz von seriengefertigen Traktoren namhafter Hersteller auch in Schweden wurden viele EPA-Traktoren stillgelegt und dann von Jugendlichen benutzt. Das führte dazu, dass in den 1960er und 1970er Jahren die Zahl der EPA-Traktoren wieder anstieg. 1963 wurden als Alternative zu den EPA-Traktoren die A-Traktoren eingeführt, die jedoch strengeren Voraussetzungen unterlagen und daher bei Jugendlichen kaum Interesse fanden. Zum 31. März 1975 sollten die EPA-Traktoren verboten und bis zum März 1978 vollständig durch die A-Traktoren ersetzt werden, weil die schwedische Regierung die EPA-Traktoren als Verkehrs- und Unfallrisiko ansah. Nach Protesten und der Sammlung von etwa 6800 Unterschriften änderte die Regierung 1978 ihr Vorhaben, die Regelungen für EPA-Traktoren und A-Traktoren wurden zusammengeführt und deren Weiterverwendung – auch durch Jugendliche – bis heute ermöglicht.
Um 2020 sollen etwa 12.000 A-Traktoren (EPA-Traktoren) in Schweden betrieben worden sein. Am 15. Juli 2020 wurden vom schwedischen Verkehrsministerium die technischen Voraussetzungen für die Umrüstung auf einen A-Traktor erleichtert und es sollen nun inzwischen rund 36.000 in Betrieb sein.

## Umrüstung auf EPA-Traktor
Voraussetzungen für den Bau eines EPA-Traktors bzw. die Umrüstung eines serienmäßigen Kraftfahrzeugs in einen EPA-Traktor waren:
- ein tragender Rahmen und kein selbsttragender Aufbau,
- der Abstand zwischen den Radachsen (Radstand) durfte 225 cm nicht überschreiten,
- keine Federung der Hinterachse,
- Reduzierung der Sitzplätze auf eine Sitzreihe,
- Schaffung einer Ladefläche,
- Anbau einer Anhängerkupplung,
- dauerhafte und unaufhebbare Drosselung der Motorleistung und damit der Fahrgeschwindigkeit (maximales Übersetzungsverhältnis von 1 : 10 zwischen Rädern und Motor).[8]
- Ab 1. Juli 1970 galten für EPA-Traktoren spezielle Anforderungen für das Fahrerhaus oder es musste ein Überrollbügel vorhanden sein.[3][7]

Die Voraussetzungen für den A-Traktor sind hingegen heute weitaus geringer.
Beliebte Serienfahrzeug-Grundlage für den Umbau war vor dem Zweiten Weltkrieg der Ford Modell A. Nach dem Zweiten Weltkrieg war es der Volvo PV445 (Duett), die Kombiversion des Buckelvolvos, der einen stabilen Rahmen hatte (keine selbsttragende Karosserie) und bei dem die Hinterachse blattgefedert war (anstelle von Schraubenfedern).

## Diskussion
Die Verwendung von EPA-Traktoren (A-Traktoren) in Schweden durch Jugendliche wurde immer wieder diskutiert. Der Vorteil liegt darin, dass diese Fahrzeuge weitaus sicherer sind („Knautschzone“) als z. B. Mopeds, mit denen Jugendliche in anderen Ländern fahren. In einsameren Gegenden sind auch die EPA-Traktoren sichere und gesundheitschonendere Alternativen zum Moped, vor allem im Winter.

## Musik
- Min EPA-Traktor ist ein Lied von Eddie Meduza.
- Das schwedische Duo Rymdreglage veröffentlichte 2009 den Titel Åka Epa.
- Von der Bezeichnung EPA-Traktor ist die Partymusik-Stilrichtung Epadunk abgeleitet.